# Campbell (Nueva York)
Campbell es un pueblo ubicado en el condado de Steuben en el estado estadounidense de Nueva York. En el año 2000 tenía una población de 3,691 habitantes y una densidad poblacional de 35 personas por km².

## Geografía
Campbell se encuentra ubicado en las coordenadas 42°15′5″N 77°10′7″O / 42.25139, -77.16861.

## Demografía
Según la Oficina del Censo en 2000 los ingresos medios por hogar en la localidad eran de $39,375, y los ingresos medios por familia eran $46,220. Los hombres tenían unos ingresos medios de $30,820 frente a los $24,427 para las mujeres. La renta per cápita para la localidad era de $18,819. Alrededor del 8.2% de la población estaban por debajo del umbral de pobreza.

## Sitios de Interés
Lugares turísticos de la zona:
- La Casa de Piedra del Toro
- Halfway Acres Farm
- Granjas Clover Knoll
- El patio de juegos de los sueños de Sally
- Parque de Hamptonburgh
- Museo Hill-Hold
- Canchas de tenis del condado de Orange